# Eine Stadt am Fluss
Eine Stadt am Fluss (im Original A River Town) ist ein Roman des australischen Autors Thomas Keneally, der 1995 veröffentlicht wurde.

## Handlung

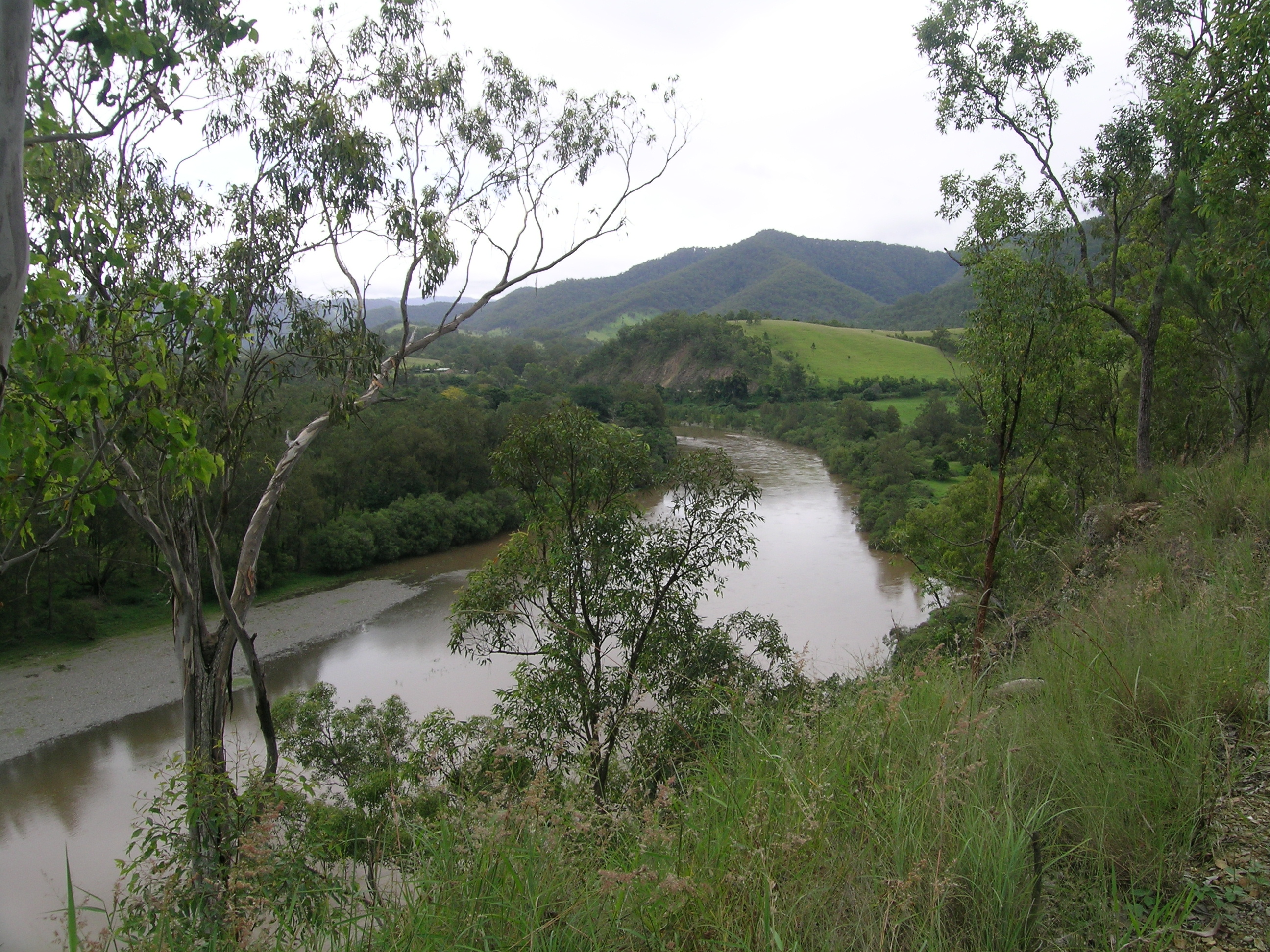
Macleay River, Lower Creek, Schauplatz des Romans

Kurz vor der Wende zum 20. Jahrhundert findet man in der Kleinstadt Kempsey in New South Wales den Leichnam einer jungen Unbekannten, die laut Obduktion bei einer illegalen Abtreibung gestorben ist. Für die Identifikation lässt die Polizei den Kopf der jungen Frau abtrennen und beauftragt den ungeschickten Constable Hanney diesen in einem großen Einmachglas durch das Tal des Macleay River per Pferd zu transportieren. Jedem Bewohner soll dieser Kopf vorgeführt werden – nur nicht respektablen Frauen, die durch diesen Anblick abgeschreckt werden könnten.
Während viele der Anwohner nach dem ersten Kitzel der Sensation bald wieder zu ihren alltäglichen Sorgen zurückkehren, scheint sich lediglich der irischstämmige Ladenbesitzer Timothy Shea für das Schicksal der Toten zu interessieren. Shea beginnt trotz des Desinteresses seiner Umgebung mit eigenen Nachforschungen. Darüber hinaus versucht er die sozialen Beschränkungen seiner ursprünglichen Heimat hinter sich zu lassen und schwankt aufgrund der indirekten finanziellen Belastungen durch den Burenkrieg zwischen der Loyalität gegenüber dem Vereinigten Königreich und dem Wunsch nach australischer Unabhängigkeit. Außerdem hinaus macht er sich bei seinen Nachforschungen sogar in den Augen einiger Anwohner verdächtig für die Verbreitung der Beulenpest verantwortlich zu sein.

## Hintergrund
Der Autor von Schindlers Liste hat auch für diesen Roman akribische historischen Recherchen unternommen, um nicht nur ein wirklichkeitsnahes Bild jener Epoche der australischen Identitätsfindung zu zeichnen, sondern auch um die ihn auch hier beschäftigende Frage von der Verantwortlichkeit einer Gesellschaft aufzuzeigen. Das Buch wurde im deutschsprachigen Raum selbst auf dem Buchumschlag mit dem Etikett Autor von Schindlers Liste beworben. Kempsey ist außerdem der Geburtsort Keneallys.

## Ausgaben
- Thomas Keneally: Eine Stadt am Fluss. Übersetzt von Sylveline Schönwald[2] Berlin Verlag, Berlin (1. Aufl. 1995), 2. Auflage 1998, 444 S., ISBN 978-3827000903

## Rezensionen
- Bruno von Lutz: "Australische Albträume", Thomas Keneally: Eine Stadt am Fluss, in: Neue Zürcher Zeitung, 18. Juli 1996.
- In 'Schindler's' Shadow; Thomas Keneally, Drawn to the Morals of His Stories, in: The Washington Post, 30. Mai 1995
- Die meisten Kritiker sahen den Roman als eine ausführliche Metapher auf die australische Unabhängigkeit an. - Most critics see this novel as an extended metaphor on the subject of Australia's independence.[3]
- David Willis McCullough: A Hard Life in Haunted Spaces; in New York Times, 14. Mai 1995.[4]

## Belege
1. ↑  Offenkundig eine damals akzeptierte Praxis: australianbookreviewblog.blogspot.com (Memento vom 30. August 2007 im Internet Archive)
2. ↑  samson-uebersetzungen.de - Pseudonym für  Carmen von Samson; heute Carmen von Schöning
3. ↑  http://www.enotes.com/contemporary-literary-criticism/keneally-thomas-vol-117
4. ↑  www.nytimes.com